# Wc (Unix)
wc (абревіатура від «word count») — утиліта UNIX-подібних операційних систем, що підраховує кількість рядків, слів чи байт у вказаних файлах, а також їх суму, якщо вказано більше одного файлу. Якщо файли не вказуються, тоді команда зчитує дані зі стандартного вводу.
```
wc [Опції] Файли...
```

Стандартні опції за IEEE Std 1003.1-2001 (POSIX.1):
```
[-c] — Показує кількість байтів;
[-l] — Показує кількість рядків;
[-m] — Виводить кількість символів;
[-w] — Показує кількість слів у файлі;
```

Опції wc у Лінукс:
```
[-c], [--bytes] — Показує кількість байтів;
[-l], [--lines] — Показує кількість рядків;
[-L], [--max-line-length]
                — Виводить довжину найбільшого рядку;
[-m]            — Виводить кількість символів;
[-w], [--words] — Показує кількість слів у файлі;
[--files0-from=F] — Бере імена файлів з списку у файлі з іменем F
[--help]        — Показує коротку довідку по утиліті;
[--version]     — Виводить версію утиліти;
```

Виконання команди без опцій має на увазі опції -clw.
Приклад виконання команди:
```
# wc index.php  main.css  script.js
 6    6   97 index.php
17  231 1958 main.css
22   69  984 script.js
45  306 3039 total
```

де перша колонка — кількість рядків;
друга — слів;
третя — байтів.
Утиліта вперше з'явилась у Version 1 AT&T UNIX.